# Microprius mirabilis
Microprius mirabilis es una especie de coleóptero de la familia Zopheridae.

## Distribución geográfica
Habita en Costa de Marfil.